# Strange Way of Life
Pour plus de détails, voir Fiche technique et Distribution.
Strange Way of Life (Extraña forma de vida) est un court métrage espagnol réalisé par Pedro Almodóvar et sorti en 2023. Il met en vedette Ethan Hawke et Pedro Pascal dans les rôles de deux cowboys qui se revoient après 25 ans. Il s'agit du deuxième film en langue anglaise d'Almodóvar, après La Voix humaine (2020).
Strange Way of Life est présenté en avant-première au Festival de Cannes 2023 le 17 mai 2023.

## Synopsis
Après 25 ans, Silva traverse le désert à cheval pour rendre visite à son ancient amant, le shérif Jake. Ils fêtent leur rencontre, mais le lendemain matin, Jake lui dit que la raison de son voyage n'est pas de se remémorer les souvenirs du passé.

## Fiche technique
Sauf indication contraire, les informations mentionnées dans cette section peuvent être confirmées par la base de données cinématographiques IMDb,  présente dans la section « Liens externes ».
- Titre original : Extraña forma de vida
- Titre français : Strange Way of Life
- Réalisation : Pedro Almodóvar
- Scénario : Pedro Almodóvar
- Musique : Alberto Iglesias
- Direction artistique : María Clara Notari
- Décors : Antxón Gómez
- Costumes : Anthony Vaccarello
- Photographie : José Luis Alcaine
- Montage : Teresa Font
- Production : Agustín Almodóvar et Esther García (producteurs) ; Anthony Vaccarello (producteur associé)
- Sociétés de production : El Deseo et Saint Laurent
- Société de distribution : BTeam Pictures
- Pays de production :  Espagne
- Langue originale : anglais (et secondairement espagnol)
- Format : couleur — Dolby Digital
- Genre : western
- Durée : 31 minutes
- Dates de sortie :
  - France : 17 mai 2023 (Festival de Cannes), 16 août 2023 (en salles)
  - Espagne : 26 mai 2023

## Distribution
- Ethan Hawke : Shérif Jake
- Pedro Pascal : Silva
- José Condessa : Silva jeune
- Jason Fernández (es) : Jake jeune
- Sara Sálamo (en)
- Erenice Lohan : Clara
- Pedro Casablanc (en)
- George Steane : Joe, le fils de Silva
- Manu Ríos : le chanteur

## Production
Le tournage a lieu dans le sud de l'Espagne en août 2022, dans la région du désert de Tabernas, à Almería. Strange Way of Life est le titre d'une ancienne chanson de fado portugaise d'Amália Rodrigues. Le film est produit par El Deseo, la société de production de Pedro Almodóvar, en association avec Yves Saint Laurent, dont le styliste Anthony Vaccarello est également producteur associé et costumier du film. En septembre, Ethan Hawke confirme, via Instagram, que le tournage est terminé. Almodóvar s'entoure de collaborateurs récurrents tels que José Luis Alcaine (photographie) et Alberto Iglesias (musique), tandis que Teresa Font s'occupe du montage.
Lors d'une interview sur le podcast At Your Service de Dua Lipa, le réalisateur déclare : « C'est un western queer, dans le sens où il y a deux hommes et qu'ils s'aiment. Il s'agit d'une question de masculinité au sens profond du terme, car le western est un genre masculin. Ce que je peux vous dire à propos du film, c'est qu'il reprend de nombreux éléments du western. Il y a le flingueur, le ranch, le shérif, mais ce que la plupart des westerns n'ont pas, c'est le type de dialogue que je ne pense pas qu'un film de western ait jamais saisi entre deux hommes »,.

## Sortie
Le film est présenté en avant-première au Festival de Cannes 2023 le 17 mai,. BTeam le distribue dans les salles espagnoles à partir du 26 mai. MUBI distribue le film en Italie et en Amérique latine, Pathé le distribue au Royaume-Uni et Sony Pictures Classics le distribue sur tous les autres marchés à l'exception de la France, de la Belgique et de la Suisse, ainsi que sur les marchés déjà acquis par BTeam, Mubi et Pathé,.
En France, il sort en salles le 16 août 2023 au sein d'un programme intitulé L'Expérience Almodóvar, avec un autre moyen métrage du réalisateur : La Voix humaine.

## Accueil
Sur le site web Rotten Tomatoes, 71 % des 17 critiques sont positives, avec une note moyenne de 7,40/10.

## Distinctions

### Sélection
- Festival de Cannes 2023 : sélection officielle, section « Séances Spéciales », en compétition pour la Queer Palm

### Citations originales
1. ↑  (en) « it's a queer Western, in the sense that there are two men and they love each other. It's about masculinity in a deep sense because the Western is a male genre. What I can tell you about the film is that it has a lot of the elements of the Western. It has the gunslinger, it has the ranch, it has the sheriff, but what it has that most Westerns don't have is the kind of dialogue that I don't think a Western film has ever captured between two men ».